# Los Presidentes (estación)
Los Presidentes es una estación ferroviaria que forma parte de la red del Metro de Santiago de Chile. Se encuentra por trinchera en la autopista Vespucio Sur entre las estaciones Grecia y Quilín de la línea 4, en el límite de las comunas de Macul y Peñalolén.

## Características y entorno
Es la última de las estaciones en dirección sur-norte en forma de trinchera, ya que se soterra antes de llegar hasta Grecia.
El entorno inmediato de la estación es de viviendas de clase media y baja, con escasa presencia de comercio minorista. La estación posee una afluencia diaria promedio de 8616 pasajeros.

### Accesos
| Acceso | Intersección                                   |
| ------ | ---------------------------------------------- |
| A      | Av. Américo Vespucio con Federico Puga y Borne |
| B      | Av. Américo Vespucio con Av. Los Presidentes   |

## Origen etimológico
Su nombre se debe a la cercanía de la estación con la calle y posterior Hernán Cortés, que se interna en la comuna de Peñalolén.

## Galería

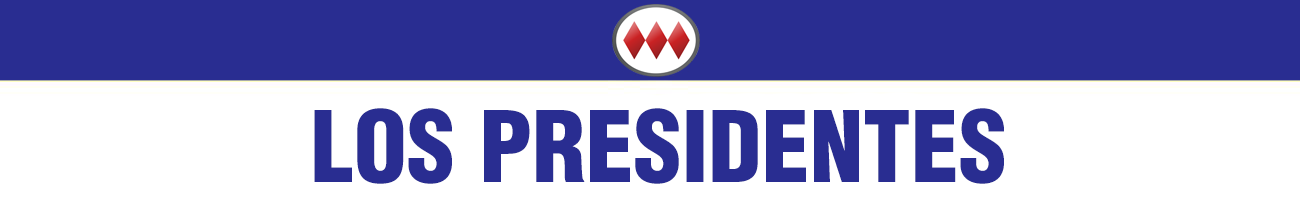
Cenefa utilizada actualmente en la estación.
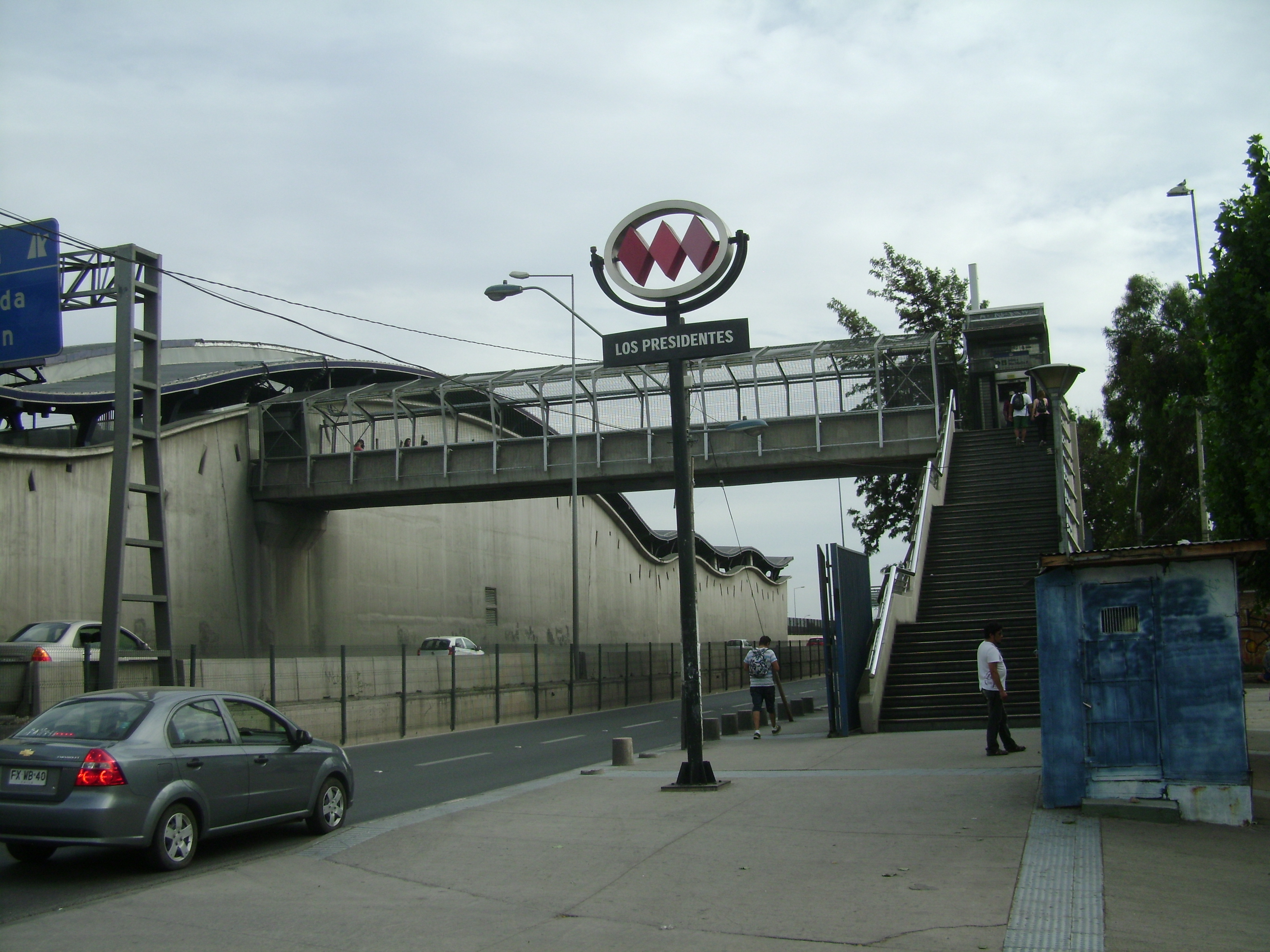
Acceso oriente a la estación.

## Conexión con Red Metropolitana de Movilidad
La estación posee 3 paraderos de la Red Metropolitana de Movilidad en sus alrededores (sin la existencia del paradero 3), los cuales corresponden a:
| Paradero/ Código                         | Recorridos                                                                       |
| ---------------------------------------- | -------------------------------------------------------------------------------- |
| Parada 1 / Metro Los Presidentes (PD190) | 225 (Bahía Catalina) - 712 (Puente Alto)                                         |
| Parada 2 / Metro Los Presidentes (PD175) | 225 (Las Condes) - 712 (La Pirámide) - D07c (Metro Grecia)                       |
| Parada 4 / Metro Los Presidentes (PD381) | 425 (Rigoberto Jara / Fin del recorrido) - 429 (Lo Echevers / Fin del recorrido) |